# Гімн Північної Македонії
Денес Над Македонија (укр. Сьогодні над Македонією) — офіційний гімн Північної Македонії. Автор слів до гімну — Владо Малеський, який написав його у 1941 році. Автор музики — Тодор Скаловський. Після Другої світової війни використовувався як офіційний гімн Соціалістичної Республіки Македонія у складі Югославії. У 1992 році, після розпаду Югославії, був проголошений як офіційний гімн Республіки Македонія.

## Текст гімну

### Денес над Македонија
Денес над Македонија се раѓа: ново сонце на слободата!
Македонците се борат: за своите правдини!
Македонците се борат: за своите правдини!
Од сега веќе знамето се вее: на Крушевската република!
Гоце Делчев, Питу Гули,
Даме Груев, Сандански!
Гоце Делчев, Питу Гули,
Даме Груев, Сандански!
Горите шумно пеат: нови песни, нови весници!
Македонија слободна,
слободна живее!
Македонија слободна,
слободна живее!
Переклад українською:
Сьогодні  народжується над Македонією нове сонце свободи!
Македонці воюють за свої права!
Македонці воюють за свої права!
Віднині майорить прапор Крушевської республіки!
Гоце Делчев, Піту Гулі,
Даме Груєв, Санданський!
Гоце Делчев, Піту Гулі,
Даме Груєв, Санданскі!
Шумно співають гори нові пісні, нові вісті!
Живи вільно!
вільна Македонія,
Живи вільно!
вільна Македонія,